# 多角的輸送用機器製造業
多角的輸送用機器製造業（たかくてきゆそうようききせいぞうぎょう）とは、同一ブランド下において異業種の自動車等を製造販売する輸送用機器製造業を示す。本項では、主に自動2輪車及び4輪自動車製造業についてまとめる。現在では撤退もしくは資本関係が解消されている企業も含めて解説する。

## 自動2輪車及び4輪自動車製造

### 日本国内
- HONDA ⇒ 現在も基幹産業として自動2輪車製造を継続。
- SUZUKI ⇒ 現在も基幹産業として自動2輪車製造を継続。
- スバル ⇒ ラビットを軸としたスクーターを製造。（1968年に自動2輪車市場撤退）
- 三菱 ⇒ シルバーピジョンを軸としたスクーターを製造。（1964年に自動2輪車市場撤退）※存続会社は、三菱自動車工業。
- ダイハツ ⇒ ハローという三輪スクーターを製造。（1975年に販売終了）

### 日本国外
- BMW ⇒ 現在も基幹産業として自動2輪車製造を継続。
- Peugeot ⇒ スクーターを軸として、自動2輪車製造を継続。
- Piaggio ⇒ 現在も基幹産業として自動2輪車製造を継続。
- Triumph ⇒ 現在は自動2輪車製造のみ存続、別資本となった4輪自動車のブランドは、BMWが保有する。1984年に4輪自動車市場撤退。
- KTM ⇒ 現在も基幹産業として自動2輪車製造を継続。

## その他の業種

### 日本国外
- Lamborghini ⇒ 成り立ちは、トラクターに代表される農機製造業からスタート。現在は、4輪自動車製造と別資本であるが、双方共にブランドを継続。
- Agusta ⇒ ヘリコプターを軸とした航空機製造から成り立つ。2輪のブランドは、"MVアグスタ"、1977年に自動2輪車製造から撤退するも、1988年にカジバの資本参加を経て再び活動している。ブランドが復活したのみで、元々のアグスタ社とは一切の繋がりはない。